# Poesevo
Poesevo (macedónul: Поешево) település Észak-Macedóniában, a Pelagonijai körzet Bitolai járásában.

## Népesség
2002-ben 272 lakosa volt, melyből 266 macedón és 6 albán.